# Podgóry (powiat słupski)
Podgóry (kaszb. Pòdgórë, niem. do 1937 Wendisch Puddiger, 1938-1945 Puddiger) – wieś w Polsce położona w województwie pomorskim, w powiecie słupskim, w gminie Kępice przy trasie nieistniejącej już linii kolejowej Korzybie-Polanów.
W Podgórach rośnie najgrubszy dąb w województwie. To drzewo z wyraźnymi objawami zamierania, posiada obwód 834 cm, a jego wiek jest szacunkowy oceniany na 500 lat.
W latach 1975–1998 miejscowość administracyjnie należała do województwa słupskiego.